# Rhaphium quadrispinosum
Rhaphium quadrispinosum är en tvåvingeart som först beskrevs av Gabriel Strobl 1898.  Rhaphium quadrispinosum ingår i släktet Rhaphium och familjen styltflugor. Inga underarter finns listade i Catalogue of Life.